# مايكروسوفت ماب بوينت
مايكروسوفت ماب بوينت (بالإنجليزية: Microsoft MapPoint) هو منتج يمكن استخدامه لتكامل الخرائط في مستندات Office، بما في ذلك أوراق عمل Excel. ويشترك MapPoint في كثير من الوظائف مع Microsoft Office System، مثل النسخ واللصق. (Microsoft MapPoint غير مضمن في Microsoft Office. للحصول على معلومات، انظر موقع Microsoft MapPoint على ويب).
من خلال استخدام عملية النسخ واللصق، يمكن إضافة خريطة إلى ورقة عمل بشكل سريع.